# شهرستان آق‌جار
شهرستان آق‌جار (به قزاقی: Ақжар ауданы، اقجار اۋدانى) یک شهرستان در قزاقستان است که در استان قزاقستان شمالی واقع شده‌است.

## خصوصیات
شهرستان آق‌جار ۱۷٬۹۸۹ نفر جمعیت دارد.